# Gävle Stadshus Aktiebolag
Gävle Stadshus Aktiebolag är ett svenskt förvaltningsbolag som agerar moderbolag för de verksamheter som Gävle kommun har valt att driva i aktiebolagsform. Bolaget ägs helt av kommunen.

## Bolag
Källa: 
- AB Gavlegårdarna (100%)
- Gavlefastigheter Gävle kommun AB (100%)
- Gävle Energi Aktiebolag (100%)
- Gävle Hamn AB (100%)
- Gävle Parkeringsservice AB (100%)